# فواكه الباراميسيا
فواكه الباراميسيا هي نوع من الفواكه المتواجدة في عالم ون بيس وهي إحدى ثلاثة أنواع من فواكه الشيطان. تحمل فواكه الباراميسيا قوة تمكن آكلها من الحصول على قوة فوق البشرية مثل ادوارد نيوجيت وهي قوة المطاط وتمكن مستخدمها بتحويل جزء من جسمه فقط ، ولا يكون لهذه الفاكهة ايقاظ "الايقاظ فقط لفواكه الزون"
- قد تبين لاحقا ان فاكهة لوفي هي زون اسطورية وليس فاكهة باراميسيا. ولكن المثال على فاكهة الباراميسيا هي فاكهة الزلزال.[1]
- وفاكهه البراميسيا كذلك فاكهه خالي ادميرال بالبحريه عنده قوه الاسد الخيالي

## فاكهة الزلزال
(غورا غورا نومي)تعتبر أقوى فاكهة من نوع باراميسيا في العالم ومستخدمها السابق هو (اللحية البيضاء) هو يعتبر أقوى رجل في العالم تكمن قوى الفاكهة بنشأء زلازل مدمرة جداً قادرة حرفياً على تدمير العالم ظهرت الفاكهة في حرب القمة بشكل مذهل وبعد موت اللحية البيضاء في الحرب تم أخذ فاكهة الزلزال من قبل (اللحية السوداء)بطريقة غير معروفة حتى الآن واصبحت بحوزة اللحية السوداء وبذلك أصبح اللحية السوداء يمتلك أقوى فاكهتين في الانمي وهما فاكهة الزلزال وفاكهة الظلام من نوع (اللوجيا)والآن أصبح اللحية السوداء يونكو مكان اللحية البيضاء.

## فاكهة الأرواح
()تعتبر إحدى أقوى الفواكه البراميسيا ومالكها البيغ مام أحد اليونكو ف العالم الجديدو هي تعطي صاحبها القدرة على اعطاء الارواح أو سلبها من أي شخص وأو اعطائها للجمادات لتكون ارواح متكلمه